# Akhtar Abdur Rahman
Akhtar Abdur Rahman (ourdou : اختر عبد الرحمن), né le 11 juin 1924 à Amritsar et mort le 17 août 1988 à Bahawalpur, est un militaire pakistanais. Il a surtout été directeur-général de l'Inter-Services Intelligence (ISI), les puissants services de renseignement de l'armée, entre 1979 et 1987, et occupe un rôle de premier plan dans le soutien pakistanais et américain aux insurgés moudjahidines contre l'intervention soviétique en Afghanistan.
Il occupe ensuite le poste de Chairman Joint Chiefs of Staff Committee, l'un de deux postes les plus importants au sein de l'armée. Il meurt cependant dans le crash de son avion en même temps que le chef de l'armée et président du pays, Muhammad Zia-ul-Haq. 

## Famille et vie personnelle
Akhtar Abdur Rahman est né le 11 juin 1924 à Amritsar, dans le Pendjab alors sous le régime du Raj britannique. Son père meurt alors qu'il est âgé de quatre ans. Il termine sa scolarité au Ajnala High School avant de rejoindre l'Islamia College d'Amritsar puis le Government College de Lahore où il obtient un master en économie en 1945. Il est décrit par ses collègues comme un élève studieux. Il rejoint ensuite l'armée indienne britannique à la veille de la partition des Indes. Au cours de celle-ci, ses terres natales d'Amritsar se retrouvent dans le Pendjab indien et Rahman rejoint rapidement le Pakistan. 

## Carrière

### Carrière dans l'armée
Akhtar Abdur Rahman est promu au rang de capitaine lors de la partition des Indes puis devient instructeur au Artillery School Nowshehra, avant de poursuivre sa formation personnelle au Royaume-Uni. De retour au Pakistan, il est promu au rang de major et sert au Pakistan oriental en 1954 avant de rejoindre le quartier-général de l'armée à Rawalpindi. Lors de la Deuxième guerre indo-pakistanaise de 1965, il sert sur le front en tant que commandant-en-second, puis est promu an rang de Lieutenant général. Il est ensuite posté à Bagh, dans la région stratégique du Cachemire. Lors de la Troisième guerre indo-pakistanaise, il joue un rôle de premier plan lors du début des hostilités.

### Directeur général de l'ISI
Lors du coup d'État du 5 juillet 1977 au Pakistan, où le chef de l'armée Muhammad Zia-ul-Haq renverse le pouvoir civil de Zulfikar Ali Bhutto, Akhtar Rahman n'apporte pas son soutien aux putschistes, ce qui le place en porte-à-faux au sein du nouveau pouvoir. Toutefois, à peine quelques mois plus tard, il prévient Zia-ul-Haq d'une conspiration contre lui de la part de certains généraux. Il gagne ainsi sa rédemption, et Zia-ul-Haq le nomme en juin 1979 au poste de directeur-général de l'Inter-Services Intelligence (ISI), les puissantes services secrets du pays, un poste stratégique.
Sous sa direction, l'ISI va devenir l'un des organes les plus stratégiques du pouvoir pakistanais, d'autant plus dans un contexte de dictature militaire. Il développe en effet l'organisation qui va servir à entrainer et armer les insurgés moudjahidines après l'intervention soviétique en Afghanistan en 1979. L'opération est un succès considérable pour l'ISI. Akhtar Rahman devient le bras droit du président Zia-ul-Haq, qui le nomme en 1987 au poste de Chairman Joint Chiefs of Staff Committee, théoriquement le plus haut rang de l'armée pakistanaise et le second plus stratégique en réalité. La même année, il assiste aux funérailles du théologien sunnite radical Ihsan Ilahi Zhahir en Arabie saoudite. Le 17 août 1988, il meurt en même temps que Zia-ul-Haq dans le crash de son avion militaire à Bahawalpur, à la suite d'une défaillance aux causes jamais élucidées.